# Perca
Perca, rod slatkovodnih riba iz porodice grgeča, kojemu pripadaju grgeči u pravom smislu, to su dva europska srodnika europski (P. fluviatilis) i balkaški grgeč u Rusiji (P. schrenkii), te njihova sestrinska vrsta u Sjevernoj Americi, žuti grgeč (P. flavescens); lokalno nazvan yellow perch).
Sve ove tri vrste grgeča prepoznatljive su po okomitim tamnim prugama kojih ima između pet i devet, vretenastog su tijela a imaju dvije leđne peraje i dvije s trbušne strane. Najveće narastu ženke koje i dosegnu najdublju starost, a rekord im je 60 centimetara (za europskog grgeča). 
Grgeči se smatraju među najljepšim slatkovodnim ribama, i omiljenima ribičima. Za američkog srodnika (P. flavescens) se kaže da je među narodnim masama najomiljeniji za lov (zato što se lako ulovi), a i najomiljeniji od slatkovodnih riba na tanjuru.
Mrijeste se u proljeće kad voda ima temperaturu od 14 °C.  Kao grabežljivci naoružani su i malenim zubima.

## Vrste
- Perca flavescens (Mitchill, 1814)
- Perca fluviatilis Linnaeus, 1758
- Perca schrenkii Kessler, 1874
- †Perca angusta Agassiz 1836
- †Perca beaumonti Agassiz 1836
- †Perca lepidota Agassiz 1836

## Galerija
- Perca lepidota, fosil iz miocena
- američki žuti grgeč